# 1788 a tudományban
Az 1788. év a tudományban és a technikában.

## Fizika
- Joseph Louis Lagrange publikálja a Mécanique analitique (Analitikus mechanika) című művét.

## Díjak
- Copley-érem: Charles Blagden

## Születések
- március 22. – Pierre Joseph Pelletier kémikus († 1842)
- október 14. – Edward Sabine csillagász, fizikus, felfedező († 1883)

## Halálozások
- április 16. – Georges-Louis Leclerc de Buffon természettudós (* 1707)
- május 8. – Giovanni Antonio Scopoli természettudós (* 1723)